# María Lara
María Lara (Loja, Granada 1940) es una pintora abstracta española. 

## Biografía
María Lara nació en Loja, Granada, en 1940. Se formó en la Escuela de Bellas Artes Santa Isabel de Hungría de Sevilla, entre 1964 y 1967, estudios que finalizó en 1968-1969 en la Escuela de Bellas Artes de San Fernando hoy Facultad de Bellas Artes de Madrid, donde reside.

### Trayectoria profesional
Al finalizar sus estudios, María Lara viajó con su Seat 600 hasta París y luego a Burdeos. La atracción que en general sentía por Francia se debía a que, como país que valora la cultura y las artes, estaba más avanzado que España, y su vida cultural gozaba de un dinamismo y de una libertad que no se podía respirar en el ambiente del nacionalcatolicismo del final del régimen dictatorial. Además, la artista ya había visitado Francia en los años sesenta con su familia, y otra vez en 1971, como invitada del Departamento de Cultura de la Unesco junto con un grupo de escritores y pintores de Granada. En 1982 Lara hizo su tesis de licenciatura, titulada El Pop Art en España, y en ese mismo año recibió una beca del Ministerio de Cultura destinada a “Nuevas aportaciones a las artes plásticas”.A partir de 1985 se establece en Madrid.
Ha desarrollado desde inicios de los años setenta un cuerpo de trabajo centrado en las impresiones sensoriales y emocionales de todo tipo, que en su obra se traducen en sencillos y poderosos elementos —muy a menudo bandas y líneas— que, por un lado, sintetizan esos efectos perceptivos y, por otro, las convierten en pura plasticidad.
Sus escuetas composiciones enfatizan la cualidad pictórica autorreferencial propugnada por Greenberg y ejemplificada por los conceptos del color field painting o all-over painting, sin hacer concesiones ni a la ilusión ni a la anécdota. Con una gran economía de medios, dado que emplea casi exclusivamente líneas y bandas de varios colores, la artista granadina logra plasmar en lienzos y papeles un lenguaje sintético y refinado. Pero, a pesar de esa consciente restricción en los medios y las grafías que utiliza de forma rigurosa en su obra —su método de trabajo puede parecer a primera vista severo y hasta rígidamente programado—, el resultado es altamente emocional y evocador.
Colaboró estrechamente en los años noventa del siglo veinte en la creación de Galería & Ediciones Ginkgo, junto a su pareja, el también artista de origen japonés Mitsuo Miura y el que fuera alumno de este último Arturo Rodríguez.La experiencia de la galería Ginkgo fue culturalmente enriquecedora porque trabajaron con artistas comprometidos con los lenguajes contemporáneos y porque participaron en importantes ferias de arte en Berlín, Frankfurt y, naturalmente, en Arco. En Berlín, de la mano del crítico de arte y músico José Manuel Costa, quien estaba muy introducido en el ambiente musical de la ciudad, pudieron disfrutar de conciertos y exposiciones que estaban marcando el debate y el ambiente cultural de Europa. Expuso individualmente en 1996, en el espacio independiente y autogestionado CRUCE de Madrid, con dos series de obras diferenciadas: una que parece centrarse en las formas de las ramas y las hojas, y otra, mucho más abstracta, que introduce ya con claridad el interés por la luz en su obra. También expuso individualmente en el Círculo de Bellas Artes de Madrid invitada por Blanca Sánchez en el año 2002. Son destacables también las muestras que hizo en la galería madrileña Rafael Pérez Hernando entre 2005 y 2011, donde se pudieron ver sus piezas más personales.
Gracias al impulso de revisión que muchos museos están llevando a cabo tras las reivindicaciones feministas, autoras como Lara comenzaron a ser estudiadas, valoradas, e incluso «descubiertas».

## Estilo artístico
A menudo se intuye que sus cuadros son construcciones visuales derivadas de experiencias, impresiones y registros del asombro cotidiano ante las intensidades y los cambios de la luz en los espacios, sus modulaciones y sus más sutiles manifestaciones. Pero, además de experiencias, son claramente construcciones abstractas a las que la artista ha llegado tras años de depuración de un lenguaje ya de por sí depurado. Su obra, por ello, se inserta en una genealogía de producciones artísticas caracterizadas por la renuncia a la expresión y la preocupación por la claridad expresiva o la racionalidad que parte de Mondrian, Kandinsky, Theo van Doesburg o De Stijl y llega hasta el arte concreto, el Op Art, el arte cinético, la pintura hard-edge, el minimalismo o el colour field painting. Todas estas acepciones tienen en común algunos rasgos que genéricamente podemos calificar como abstracción geométrica.
Desgrana su obra en múltiples obras que, sin atender a la seriación, insisten en la misma búsqueda bajo distintos aspectos, centrándose en el tratamiento del color inyectado de luz y de las relaciones cromático-lumínicas que se establecen en las telas. Recurriendo a las bandas o líneas con fuerte presencia vertical aunque a veces siga ritmos horizontales, organiza cada composición en policromía respetando la limpieza de los contrastes y de las gradaciones tonales, y se sirve de la materia acrílica para producir también efectos próximos a lo inmaterial, a irisaciones de luz subjetiva que denotan transparencias y estratificaciones.Sus cuadros son creaciones autónomas sin referencias a otras cosas. Como otras personas artistas abstractas, es contraria a la representación mimética de la naturaleza.
Sus pinturas y dibujos presentan un alto valor y sutilidad cromática, de forma que el color vibra intensamente en la sucesión de líneas verticales u horizontales que conforman sus obras. Aparentemente silenciosas, sus piezas reclaman una interioridad y una intimidad muy alejadas de lo espectacular o lo anecdótico y se concentran en una intensidad abstracta y depurada que no le resta emoción. Todo lo contrario, su obra consigue transmitir sensaciones del día a día relacionadas con la luz, el aire, la reverberación espacial, la cotidianeidad o la espiritualidad, entre otros.

## Obra
Entre sus exposiciones individuales destacan:
- “Percepciones de interior“  (Mallorca, 2022;[11] Madrid, 2021[9])
- “Sensaciones, registros e impresiones” MUSAC, León, 2019.[8][12]
- “La luz. Dibujos y pinturas” Museo Francisco Sobrino, Guadalajara, 2019.[13]
- “Luz y origen” Galería Rafael Pérez Hernando, Madrid, 2011.[14]
- “Acerca de lo visible y lo invisible” Galería Rafael Pérez Hernando, Madrid, 2008.[15]

Ha expuesto en numerosas ciudades españolas y en exposiciones colectivas también en ciudades del mundo (Zurich, Toronto, Palermo, Nagoya).
Tiene obra en el Museo de Arte Contemporáneo Helga de Alvear y ha participado con obra en la Feria Art Basel de 2023.

## Vida personal
Es sobrina de Juan Luis Lara, pintor cercano estilísticamente al expresionismo, que nunca quiso exponer su obra y que fue secretario de la Sección de Bellas Artes del Ateneo de Sevilla de 1931 a 1934.Se casó en 1973 con el artista japonés Mitsuo Miura.